# Sághy Vendel
Sághy Vendel (Dunaszerdahely, 1810. április 24. – Muzsla, 1890. március 17.) római katolikus plébános.

## Élete
A bölcseletet és teológiát 1829-től a Nagyszombati Egyetemen végezte. Fölszentelték 1834. augusztus 29-én. Segédlelkész volt Ipolyságon, Drégelypalánkon, Tardoskedden. 1846. szeptember 12-én plébános lett Üzbégen, 1849. április 13-án elfogták és 12 évi börtönre ítélték; de 1850. július 6-án kiszabadult és fajkürti helyettes lelkész lett. Öt hónap múlva a politikai hatóság innét is kizavarta. Azután Tardoskedden a Juhász családnál, Szeptencújfalun pedig a Hegedüs háznál volt nevelő, 1854-ben Kemencén káplán, 1857-ben plébános-helyettes lett Érseklélen. 1868-tól plébános volt Muzslán.
A Magyar Tudományos Akadémia Tudománytárában és az Új Magyar Múzeumban (1854.) mutatványokat közölt Cicero, De officiis c. könyve magyar fordításából; az István bácsi Naptárába is több cikket írt. Cikkei a Tanodai Lapokban (1857. könyvism.); a Magyar Államban (1873. 1. sz. A lelkész mint néporvos).

## Műve
- Szent István király bölcsesége. Egyházi beszéd, melyet első sz. királyunk szülővárosában és szent ünnepén mondott. Esztergom, 1868.